# Tjejerna på Höjden
Tjejerna på Höjden är en svensk tecknad humorserie av Frida Malmgren. Den började som webbserie 2014 och började året efter publiceras i tidningen Lundagård.

## Handling
Serien är en humoristisk skildring av Moa, Knutsson och Finkeln; det handlar om deras liv och leverne i och kring deras gemensamma lägenhet. Dialogen är i fokus, och ämnen som berörs är aktuella händelser, feminism, politik, sex och relationer, allt som oftast skildrat med sarkasm, dubbelmoral och ironi.

## Bakgrund
Serien startade som en självbiografisk skildring av författaren och hennes vänner under studietiden i Lund. De första teckningarna baserades på autentiska dialoger, och den tilltänkta publiken var bara tjejerna själva. Under en senare period av arbetslöshet valde Frida Malmgren att ge sig i kast med serietecknandet och de första stripparna skapades. I ett tidigt skede var arbetsnamnet för serien ”Limbo”, för att beskriva seriefigurernas livssituation – i limbolandet mellan studietiden och vuxenlivet. 
Hösten 2014 lades de första stripparna upp på Facebook och Instagram, och våren 2015 började serien publiceras i den lundensiska studenttidningen Lundagård. 

## Publiceringar
- Tidningen Lundagård, 2015 –
- Svenska Serier, nr 1 2015[2]
- Home Made Comics, nr 15
- Aftonbladet, mars 2016–[3]
- Nemi, januari 2016–
- Metro, augusti 2016–